# SuperDisk

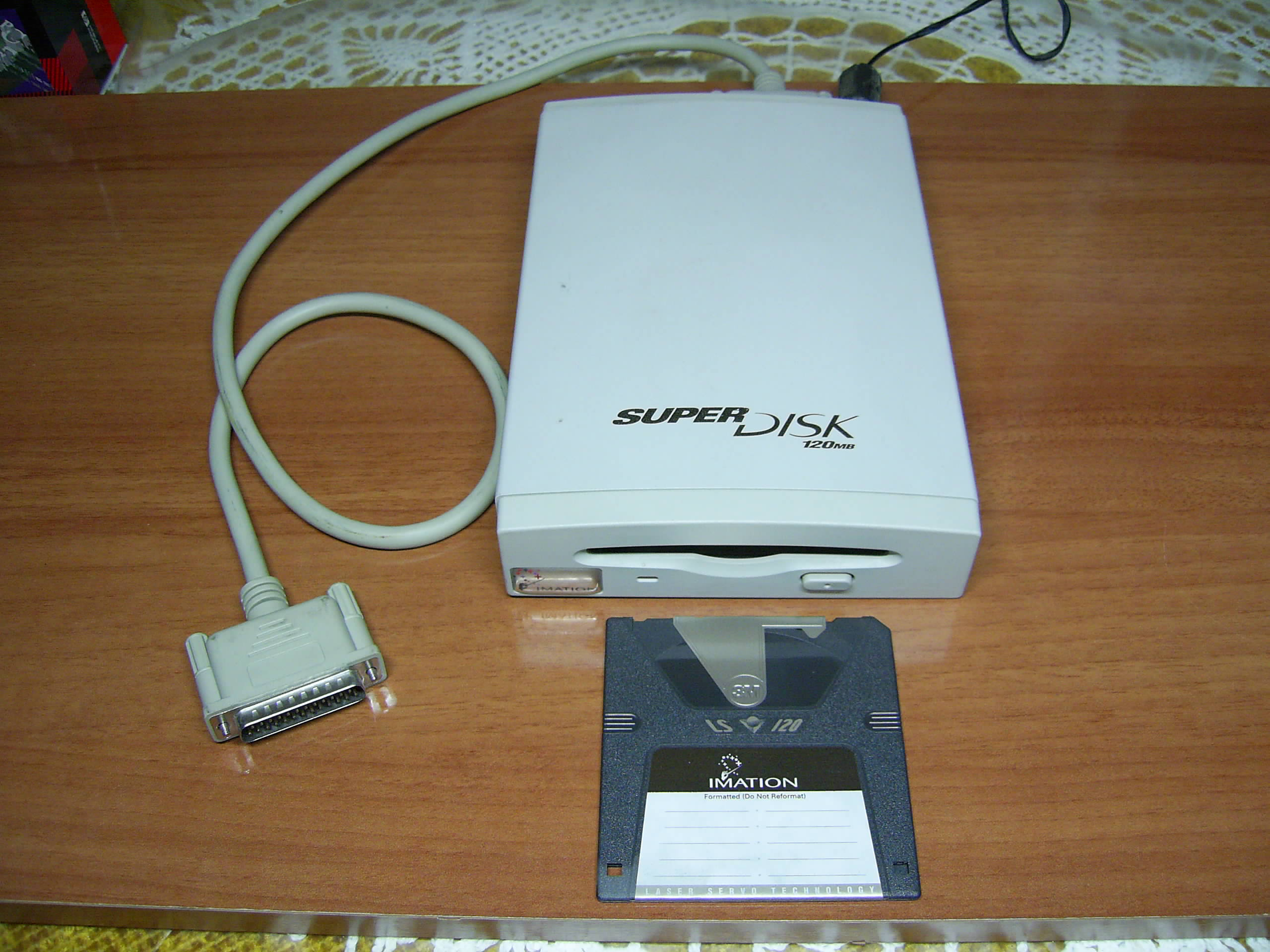
Unidad SuperDisk, con puerto paralelo y un soporte magnético.

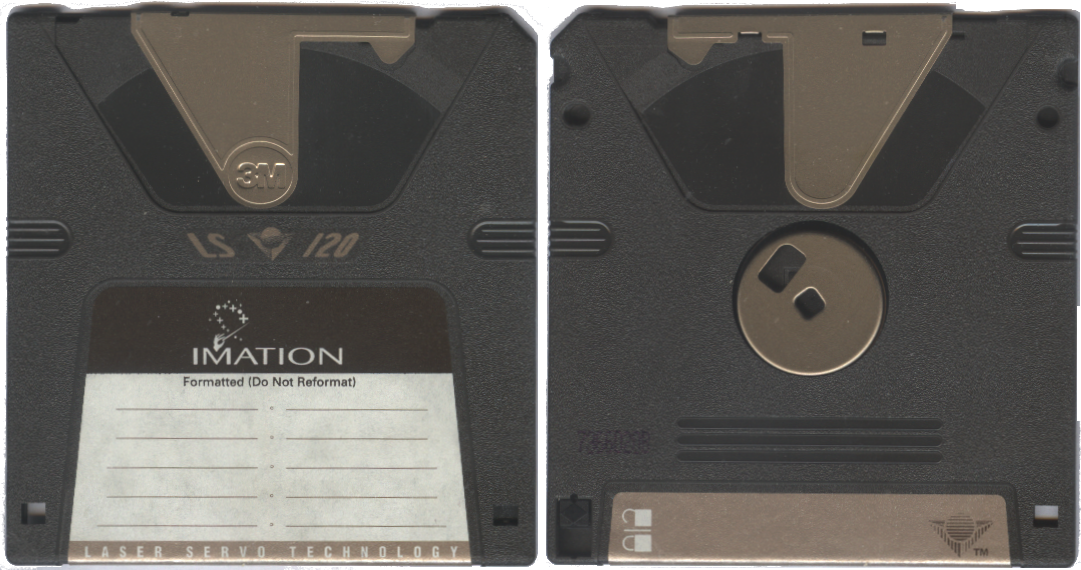
Anverso y reverso de un disco LS-120.

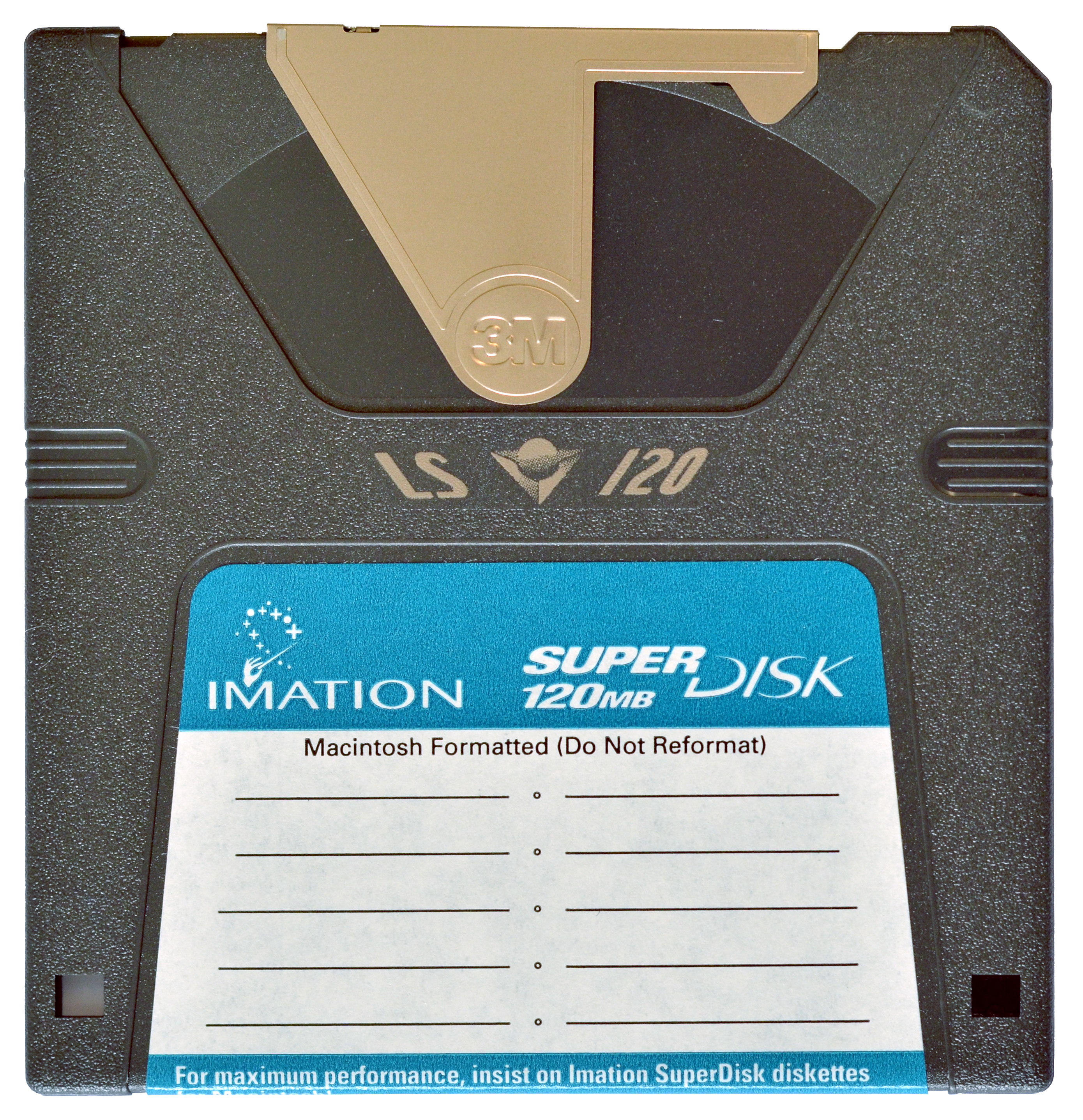
Un disco LS-120.

El SuperDisk, también conocido como el LS-120 y su posterior variante el LS-240, es un dispositivo de almacenamiento desarrollado por la división de almacenamiento de 3M, posteriormente conocida como Imation.
Fue comercializado desde 1997 como una alternativa de alta capacidad y velocidad a los disquetes de 3,5 pulgadas y 1440 KiB.
Las unidades SuperDisk son capaces de leer y escribir disquetes de 1440 y 720 KiB en formato MFM (Modified Frequency Modulation, lo que excluye, por ejemplo, los discos del Apple Macintosh de doble densidad) además de sus formatos nativos. Las unidades LS-240 son capaces además de formatear los discos de alta densidad (HD) a mayores capacidades.
La verdadera capacidad de las unidades de "120 MB" es de 120,375 MiB (6848 cilindros × 36 bloques/cilindro × 512 bytes). Las unidades de "240 MB" tienen una capacidad de 240,75 MiB.
El diseño del sistema SuperDisk proviene de un proyecto de Iomega de principios de los años 1990. Es uno de los últimos ejemplo de la tecnología Floptical en la que, mediante láseres se guiaba a una cabeza lectograbadora magnética mucho más pequeña que la de los disquetes tradicionales. Iomega abandonó el proyecto en las fecha en que lanzó el Iomega Zip en 1994. La idea acabó finalmente en 3M, donde se refina el concepto y se licencia el concepto a varios de los mayores fabricantes de unidades de disquete como Matsushita (Panasonic) y Mitsubishi. Otras compañías involucradas en el desarrollo del SuperDisk fueron Compaq y OR Technology.
Imation vendió principalmente unidades fabricadas por Matsushita bajo la marca SuperDisk; otras compañías prefirieron usar el nombre LS-120, y utilizaron unidades Mitsubishi. Sin embargo el sistema no alcanzó gran éxito. Pocos OEMs lo soportaron, aparte de Compaq y Dell. Muchas unidades SuperDisk sufrieron problemas de rendimiento lento y fiabilidad. La mayor dificultad que encontró fue el éxito del Iomega Zip que ya llevaba 3 años en el mercado. Tenía la suficiente popularidad para provocar falta de interés del público en el SuperDisk pese a su diseño superior y la compatibilidad con el disquete estándar. No obstante alcanza la suficiente popularidad para que varias BIOS comiencen a incluirlo como dispositivo de arranque, incluso antes que al ZIP.
Para el año 2000, todos los discos extraíbles quedan obsoletos debido al desplome de los precios de las unidades y consumibles CD-R y CD-RW, y ya, a partir de 2006, de las unidades de estado sólido (Pendrives de Memoria USB y los diferentes formatos de tarjetas de memoria Flash). El SuperDisk ha sido descatalogado y hoy en día es difícil de encontrar unidades y consumibles, con la excepción de sitios de subastas como eBay.
Matsushita continuó el desarrollo de la tecnología y lanzó el LS-240, que todavía podía localizarse en Asia y Australia hasta 2003, pero hoy es incluso más raro de encontrar. Tiene el doble de capacidad y la prestación añadida de poder formatear disquetes normales de Alta Densidad (HD) a 32 MB de capacidad. Sin embargo, esto tiene un precio: el disco entero debe reescribirse cada vez que se realiza un cambio, como en los primeros consumibles CD-RW.
Las unidades SuperDisk se han vendido con conexiones por ATAPI, SCSI, puerto paralelo y USB, aunque estas dos últimas suelen utilizar internamente adaptadores a las dos primeras. Todos los discos pueden leer y escribir disquetes de 1,44 MB y 720 KiB, como los usados en PC, MSX, Atari ST, Apple Macintosh con unidades de alta densidad y varias estaciones de trabajo. Para varios equipos de la primera y segunda generación de ordenadores domésticos, se constituye en una alternativa viable a las unidades de disco duro de baja capacidad, al permitirles además leer unidades de alta densidad.
No debe confundirse el SuperDisk con el SuperDrive, que es una marca comercial usada por Apple Computer para varias de sus unidades de disco.

## Equipos y unidades SuperDisk
- Cámara digital Panasonic PV-SD4090, que utiliza discos LS-120 y disquetes como su soporte removible.
- Unidad interna ATAPI Panasonic LKM-F934-1
- Los ordenadores portátiles Panasonic CF71 y Panasonic CF72 tienen unidades internas LS-120 como opcionales.
- Las series Dell Latitude y Dell Inspiron tienen unidades internas LS-120 como opcionales.
- Unidad interna OR Technology FD-2120A. También comercializó una tarjeta ISA con BIOS Promise para los equipos que no lo soportaban como dispositivo de arranque